# Mirotice (Bochov)
Mirotice (németül: Miroditz) Bochov településrésze Csehországban a Karlovy Vary-i kerület Karlovy Vary-i járásában. Központi községétől 5,5 km-re délnyugatra fekszik. A 2001-es népszámlálási adatok szerint 23 lakóháza és 31 lakosa van.